# Championnats d'Afrique de trampoline 2014
Navigation
Édition précédente Édition suivante
Les championnats d'Afrique de trampoline 2014 se déroulent du 27 avril au 2 mai 2014 à Walvis Bay, en Namibie. Cette édition est organisée conjointement avec les Championnats d'Afrique de gymnastique aérobic 2014. La compétition devait initialement se dérouler en Égypte mais a dû être délocalisée après le coup d'État de 2013 en Égypte.

## Médaillés
| Épreuves                           | Or                                          | Argent                               | Bronze                       |
| ---------------------------------- | ------------------------------------------- | ------------------------------------ | ---------------------------- |
| Hommes                             |                                             |                                      |                              |
| Trampoline individuel              | Ali Djaber Brahimi                          | Seif Asser                           | Achraf Ben Yakhlef           |
| Trampoline par équipes             | Algérie                                     | Égypte                               | Afrique du Sud               |
| Trampoline synchronisé             | Afrique du Sud Benjamin Radebe Chezwin Timm | Égypte Ahmed Abouelela Hassan Elkady | Égypte Seif Asser Ahmed Rady |
| Double mini trampoline             | Benjamin Radebe                             | Chezwin Timm                         | Hendrik du Buisson           |
| Double mini trampoline par équipes | Angola                                      | Afrique du Sud                       | Namibie                      |
| Tumbling                           | Omar Drareni                                | Lebogang Maleshane                   | Mohamed Chihani              |
| Femmes                             |                                             |                                      |                              |
| Trampoline individuel              | Marli Droomer                               | Imene Belkhir                        | Mohamed Nassif Malak         |
| Trampoline par équipes             | Afrique du Sud                              | Algérie                              | Égypte                       |
| Double mini trampoline             | Christine Hansen                            | Marli Droomer                        | Non attribuée                |
| Double mini trampoline par équipes | Afrique du Sud                              |                                      |                              |